# René Robert
René Robert (Friburgo, 4 de março de 1936 – Paris, 20 de janeiro de 2022) foi um fotógrafo suíço especializado em flamenco.

## Biografia
René Robert nasceu em 4 de março de 1936 em Friburgo. Com um amigo, descobriu a fotografia por volta dos doze anos. Ele fez um estágio de três anos com um fotógrafo em Lausanne antes de trabalhar para uma agência de imprensa em Genebra.
Em meados da década de 1960, mudou-se para Paris. Ele conhece uma dançarina sueca que foi aprender flamenco lá e que o apresenta a esta arte. René Robert torna-se a partir de 1967 um dos grandes retratistas. Fotografa em preto e branco personalidades como Paco de Lucía, Enrique Morente, Chano Lobato, Fernando Terremoto, Israel Galván, Rocío Molina e Andrés Marín.

### Morte
Na noite de 19 para 20 de janeiro de 2022, enquanto caminhava pelo bairro République de Paris, René Robert adoeceu e desmaiou no meio da rua. Ele agonizou por nove horas na calçada antes que um transeunte (um sem-teto) ficasse preocupado e pedisse ajuda. René Robert morre de hipotermia, aos 85.